# Алекс Райлі
Алекс Райлі (англ. Alex Riley); справжнє ім'я Кевін Роберт Кайлі, молодший (англ. Kevin Robert Kiley, Jr.); нар. 28 квітня 1981, американський професійний реслер. Колишній боєць FCW (Florida Championship Wrestling), також учасник другого сезону NXT (посів третє місце). В даний момент працює в WWE на бренді Raw.

## World Wrestling Entertainment

### FCW|Florida Championship Wrestling (2007–2010)
У 2007 році Кевін підписав контракт з WWE і був відправлений на їх підготовчий майданчик FCW. Дебют відбувся 30 жовтня 2007 року під своїм справжнім ім'ям Кевін Кілі, в матчі проти Шона Осборна, де Кевін програв. Також Кайлі проводив матчі з Хітом Слейтером і Джастіном Гебріелом.
У вересні 2008 року змінив псевдонім на Карсона Оуклі (Carson Oakley). У листопаді разом зі Скотті Голдманом (Scotty Goldman) боролися проти Ті Джей Уїлсона і Девіда Харта Сміта за командне чемпіонство FCW, але безуспішно. Пізніше Оуклі змінив псевдонім на Алекса Райлі і прийняв гіммік університетського спортсмена.
У липні 2009 року став претендентом на чемпіонський титул FCW у важкій вазі, який в той момент носив Тайлер Рекс. У серпні програв у тристоронньому матчі, в якому крім нього були Тайлер Рекс і Джонні Кертіс. 18 березня 2010 року Кевін переміг Джастіна Гебріеля і Уейда Баррета у матчі за чемпіонський титул FCW у важкій вазі. 22 липня 2010 року програв титул Мейсону Райану у тристоронньому матчі, в якому також узяв участь Джонні Кертіс. 22 вересня Райлі зустрівся в матчі проти Мейсона Райана за титул FCW у важкій вазі, але здався після больового від Раяна.

### NXT, RAW, партнерство і ворожнеча з Мізом (2010–2011)
1 червня 2010 Міз анонсував, що буде наставником Райлі у другому сезоні NXT. Кевін дебютував на NXT 8 червня, але не змагався у матчі. Дебют на рингу NXT відбувся в матчі проти Кавала, в якому Кевін виграв. Райлі вибув з NXT у фіналі 31 серпня. 6 вересня він з'явився на RAW, де намагався допомогти своєму ментору Мізу, який був замкнений у LeBell Lock Денієлом Браяном. Згодом, після програшу Міза, Райлі вийшов на матч реванш із Браяном, але програв. 20 вересня, на RAW Міз оголосив, що підписав «Особистий Контракт» із Райлі, і тепер він може супроводжувати його на ринг. З часу підписання контракту, Райлі став втручатись у матчі свого протеже, як наприклад на Tables, Ladders, and Chairs у матчі Джері Лоулера проти Міза, де переміг останній. Такаж ситуація була і на наступних Tables, Ladders, and Chairs він знову допоміг Мізу, відволікая Ренді Ортона, який за це проломив стіл Алексом Райлі. 28 лютого Джон Сіна запропонував матч, за правилами якого, яущо Райлі програе, то він більше не буде учнем Міза. Матч Райлі програв, попри допомогу від Міза. Попри це, Райлі зявляеться на Роу 14 березня, і допомагае Мізу у матчі з Великим Калі. Він супроводжував Міза на WrestleMania XXVII у матч проти Джона Сіни, де він ставив усілякі перешкоди останньому.
26 квітня Райлі перевелений на Смекдаун. 29 травня, Рвйлі перервав Ренді Ортона, за що і отримав РКО. 2 травня Міз кричав на Райлі за його відсутність на матчі з Джоном Сіною, де він втратив титул. У матчі за правилами я здаюсь, Міз не зміг повернути титул. На наступному Роу, Міз звільнив Райлі, за те що він не допоміг йому повернути титул.

## Ворожнеча з Мізом і Дольфом Зігглером
Після звільнення Райлі, Міз вдарив свого учня, спонукаючи почати бій. Згодом, анонімний менеджер оголосив, що Райлі отримае контракт з WWE. 6 червня Райлі бився у команди із Джоном Сіною, проти команди Міза і Ар Труса зі спеціальним рефері- Стивом Остіном. Команда Сіни і Райлі вийграла, але згодо, рішення рефері було змінено. Також Райлі брав участь у матчі Money in the Bank де вийграв Дель Ріо, і у WWE Championship tournament, де він програв Мізу, що і поклало кінець їх ворожнечі.
1 серпня, Райлі почав суперечку із Дольфом Зіглером, яка почалась із словесної перепалки між ними. Потім вони помірялись силами, у матчі, в якому переміг Райлі, через втручання Вікі Герреро. 15 серпня, він програв Джеку Сваггеру. Згодом відбувся рематч, де переміг Райлі. У Ніч Чемпіонів, змагався у чотирьохсторонньому матчі за титул Чемпіона Сполучених Штатів WWE, в якому вийграв Дольф Зіглер. У травні Райлі отримав травму стегна, і був неактивний протягом кількох тижнів. До кінця року, Райлі був на арені Superstars, де він переміг Дрю Макінтайра і Джей Ті Джи.

## Повернення на NXT (2012- теперішній час)
У 2012 році Райлі мав стрік програшей- 14 матчів, таким реслерам як Брудус Клей, Лорд Тенсай, і Хіт Слейтер. Райлі також увійшла в список учасників Royal Rumble 2012 і вийшов другим, але був вибитий Мізом. Райлі закінчив свій стрік програшів 2 травня на епізоді NXT, коли він об'єднався з Тайсономом Кіддом і побив Джей Ті Джи і Джонні Кертіса. Після цього, він повернувся, і намагався побити тогочсного чемпіона Дольфа Зіглера, але програв. Райлі закінчив свій стрік 6 серпня на епізоді RAW, перемігши Зіглера після відволікання останнього Крісом Джеріко. 21 вересня Райлі оголосив, що він проходив ліктьові і колінні обстеження. У січні 2013 року, Райлі об'єднався з Дерріком Бейтменом і взяв участь у командному турнірі чемпіонату NXT але зазнали поразки від Кассіуса Оно і Лео Крюгера в першому раунді. 21 січня 2013 на епізоді RAW перед Royal Rumble , Райлі повернувся на телебачення в шоу-закриття. 17 квітня на епізоді WWE Main Event Райлі повернувся на телебачення ще раз, змагаючись у 11 осібній королівській битві, щоб визначити претендента на титул Інтерконтинентального чемпіона WWE, і дотримався до фіналу з чотирьох, де він був вибитий Прімо.
24 червня на Роу, Райлі дебютував як новий коментатор WWE Superstars. Згодом, Райлі був зроблений частиною команди NXT.

## Особисте Життя
Батько Райлі був спортивним коментатором на каналі ESPN, а мати — колишня Міс Вірджинія. У нього є молодший брат. Кайлі навчався в середній школі Робінсона в Ферфаксі, Вірджинія, де він грав у футбол і баскетбол. Потім він відправився в Бостонський коледж, де він став навчатися в галузі зв'язку. Він виступав за університетську футбольну команду «Бостон коледж Ігл» спочатку як захисник, а в сезоні 2001 року став півзахисником.
Кайлі був заарештований в місті Тампа, штат Флорида 17 листопада 2010, о 1:14 ранку за звинуваченням у керуванні автомобілем у нетверезому стані й через відмову пройти тестування. Він був звільнений у 9:33 ранку за штраф у розмірі 500 доларів. У червні 2011 року звинувачення були зняті.
Останнім часом Райлі виступає лише на Superstars і NXT, при цьому в 2012 році у нього в активі лише три перемоги. Причини де-пуша лежать в області особистого ставлення до Алекса з боку керівництва. Орієнтовно наприкінці 2011 року реслер потрапив у неприємний інцидент: Джон Сіна публічно висміяв Райлі, що Алексу не сподобалося. Він дозволив собі різку відповідь, що не сподобалося ані Сіні, ані керівництву — нібито це порушило правила поведінки учасників ростеру. Власне, після цього Алекс і потрапив в опалу.

## В реслінгу
- Фінішери
  - Hit the Showers (FCW)[2] / You're Dismissed (WWE) (TKO)[3]
  - Impaler DDT
- Улюблені прийоми
  - A-Bomb — 2011
  - Belly to Back Side Slam
  - Spear
  - Spinebuster
  - STO
  - Back suplex
  - Corner clothesline
  - Dropkick
  - Flapjack
  - Front headlock facebuster
  - Hip toss
  - Running clothesline
  - Boston crab
- Музичні теми
  - «I Came to Play» від Downstait — використовувалася як частина команди з Мізом (2010–2011)
  - «Turntables of Destruction» від Bryan New (2011)
  - «Say It To My Face» від Downstait (2011-теперішній час)

## Титули і нагороди
- FCW
  - Чемпіон у важкій вазі (1 раз)
- Pro Wrestling Illustrated
  - PWI ставить його під № 201 в списку 500 найкращих реслерів 2010
  - PWI ставить його під № 106 в списку 500 найкращих реслерів 2011